# Petrovy boudy
Petrovy boudy – przełęcz o wysokości 706 m n.p.m. w północno-wschodnich Czechach, w Sudetach Wschodnich, na Śląsku, w Górach Opawskich (czes. Zlatohorská vrchovina), leżąca pomiędzy szczytami Biskupiej Kopy (czes. Biskupská kupa) i Małej Kopy (czes. Nad Petrovou chatou).

## Charakterystyka
Przełęcz położona jest w środkowej części pasma na grzbiecie odchodzącym od Biskupiej Kopy w kierunku południowym, około 1,6 km na północny zachód od miejscowości Petrovice i około 2,5 km na południowy wschód od miejscowości Zlaté Hory. Nazwa przełęczy pochodzi od drewnianych szałasów (budek), które w przeszłości znajdowały się w obrębie przełęczy. Znajduje się na niej parking i wiata turystyczna oraz tablica informacyjna z drogowskazami. W pobliżu przełęczy w przeszłości znajdowało się schronisko Hubertova bouda, które spłonęło. Po schronisku pozostały tylko resztki murów. Drugie schronisko znajdowało się poniżej przełęczy, w stronę Petrovic. Od przełęczy w stronę Polski odbiega stara ścieżka, którą wędrowali pierwsi turyści. Przez przełęcz przebiega granica administracyjna między Krajem ołomunieckim i Krajem morawsko-śląskim. Przez przełęcz przechodzi również linia przesyłowa prądu o napięciu 22 kV. Na stokach przełęczy mają swoje źródła niewielkie potoki.
Przełęcz ma niesymetryczne i średnio strome skrzydła oraz stromo nachylone podejścia. Oś przełęczy przebiega na kierunku NW-SE. Podłoże przełęczy pod względem geologicznym tworzą skały osadowe pochodzenia morskiego, głównie piaskowce, mułowce z otoczakami oraz łupki. Najbliższe otoczenie przełęczy od strony południowej zajmuje spora polana, pozostała część porośnięta jest lasem świerkowym regla dolnego z niewielką domieszką drzew liściastych.
Przez przełęcz prowadzi droga nr  457 na trasie Zlaté Hory – Osobłoga (czes. Osoblaha). Drogę zbudowano pod koniec lat czterdziestych XIX wieku, w okresie kryzysu ekonomicznego. W przeszłości nazwano ją „drogą głodu” (niem. Hungerstrasse). Droga umożliwiła dogodną przeprawę przez Góry Opawskie, łącząc miejscowości związane z wydobyciem złota i srebra i ich przerobem, a rozmieszczone po wschodniej i zachodniej stronie masywu górskiego. Drogą nr 457 przebiega przez przełęcz linia autobusowa z umieszczonym na niej przystankiem.

## Turystyka

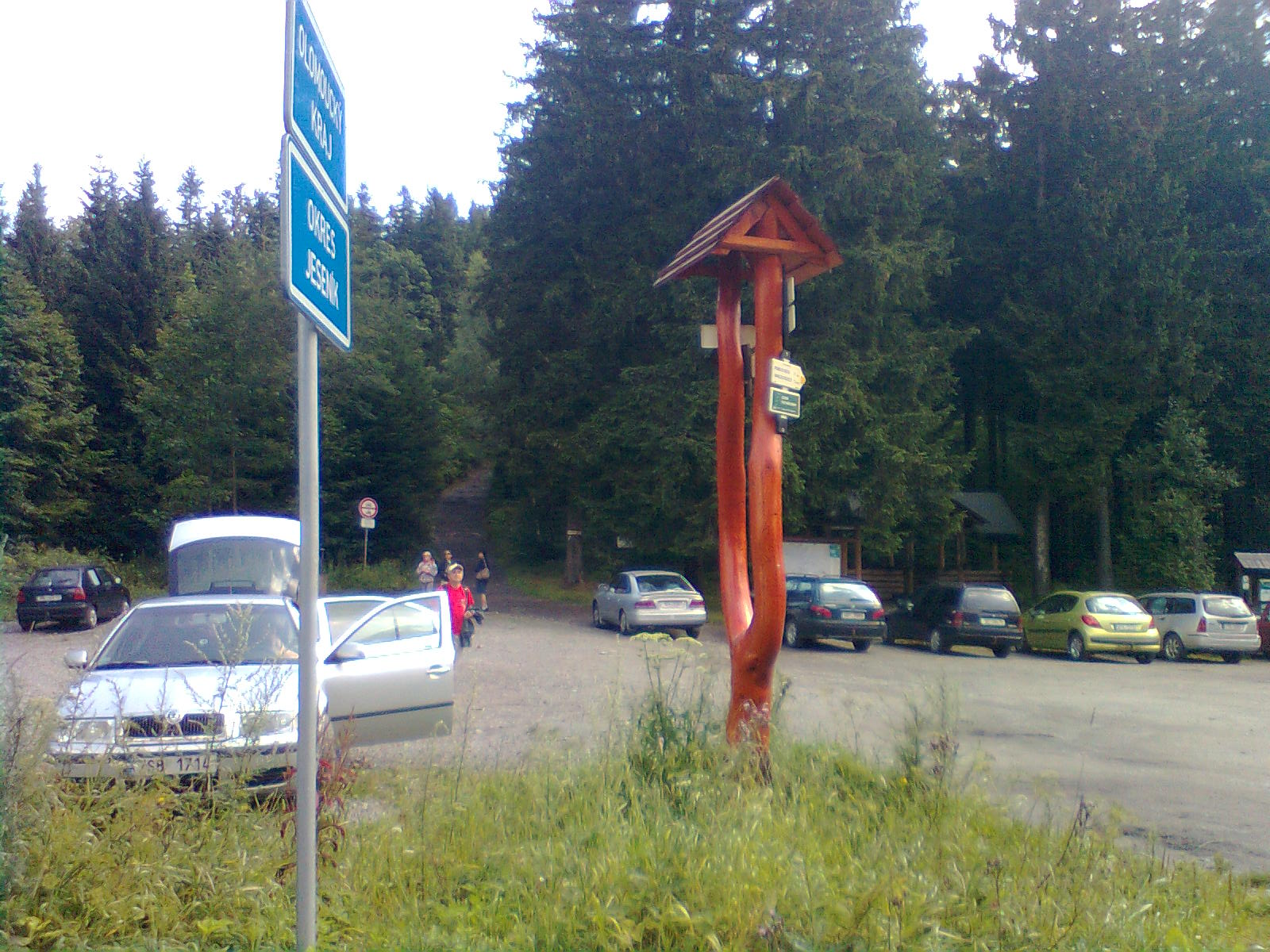
Widok z przełęczy Petrovy boudy na szlak prowadzący na Biskupią Kopę

Przełęcz jest ważnym miejscem turystyki pieszej i rowerowej. Znajduje się na niej węzeł szlaków turystycznych oraz skrzyżowanie leśnych ścieżek i dróg, prowadzących m.in. na szczyt Biskupiej Kopy.
Z przełęczy prowadzą cztery szlaki turystyczne na trasach:
  Petrovy boudy – Petrovice;
  Petrovy boudy – szczyt Biskupia Kopa – Mnichův kámen – szczyt Svatý Rochus – Zlaté Hory;
  Petrovy boudy – góra Biskupia Kopa – źródło Pramen sv. Rocha – Hähnelovo rozc.;
  Petrovy boudy – góra Mała Kopa – szczyt Větrná – szczyt Macov – szczyt Dlouhá stráň – szczyt Kutný vrch – szczyt Solná hora – szczyt Supí hřbet – góra Na Valštejně – góra Kraví hora – góra Jivina – góra Na Malém Valštejně – góra Mesíční hora – góra Dubí – Město Albrechtice,
oraz ścieżka edukacyjna na trasie:
 (czes. NS Svatý Roch) Petrovy boudy – góra Biskupia Kopa – źródło Pramen sv. Rocha – Petrovy boudy.
Przełęcz jest chętnie odwiedzana przez rowerzystów. Prowadzą do niej, drogą nr  457 dwa podjazdy:
 z miejscowości Petrovice (długość: 3,9 km, różnica wysokości: 241 m, średnie nachylenie: 6,2%, 3 pętlice drogowe);
 z miejscowości Zlaté Hory (długość: 5,1 km, różnica wysokości: 296 m, średnie nachylenie: 5,8%, 4 pętlice drogowe).